# (612086) 1999 CX131
(612086) 1999 CX131, também escrito como (612086) 1999 CX131, é um objeto transnetuniano que está localizado no cinturão de Kuiper, uma região do Sistema Solar. Este corpo celeste está em uma ressonância orbital de 3:5 com o planeta Netuno. Ele possui uma magnitude absoluta de 7,1 e tem um diâmetro estimado com cerca de 137 quilômetros.

## Descoberta
(612086) 1999 CX131 foi descoberto no dia 11 de fevereiro de 1999 pelos astrônomos Jane Luu, David Jewitt e Chad Trujillo.

## Órbita
A órbita de (612086) 1999 CX131 tem uma excentricidade de 0,237 e possui um semieixo maior de 42,537 UA. O seu periélio leva o mesmo a uma distância de 32,450 UA em relação ao Sol e seu afélio a 52,624 UA..375 UA. O seu periélio leva o mesmo a uma distância de 36,271 UA em relação ao Sol e seu afélio a 42,480 UA.